# Atalaia (Lourinhã)
Atalaia is een plaats (freguesia) in de Portugese gemeente Lourinhã en telt 1555 inwoners (2001).